# جيف برنات
جيف برنات (بالإنجليزية: Jeff Bernat)‏ هو مغن مؤلف ومغني ومنتج أسطوانات أمريكي، ولد في 11 ديسمبر 1989 في Subic Bay ‏ في الفلبين.

## وصلات خارجية
- الموقع الرسمي
- جيف برنات على موقع ميوزك برينز (الإنجليزية)
- جيف برنات على موقع ديسكوغز (الإنجليزية)